# Vintilă C. A. Rosetti

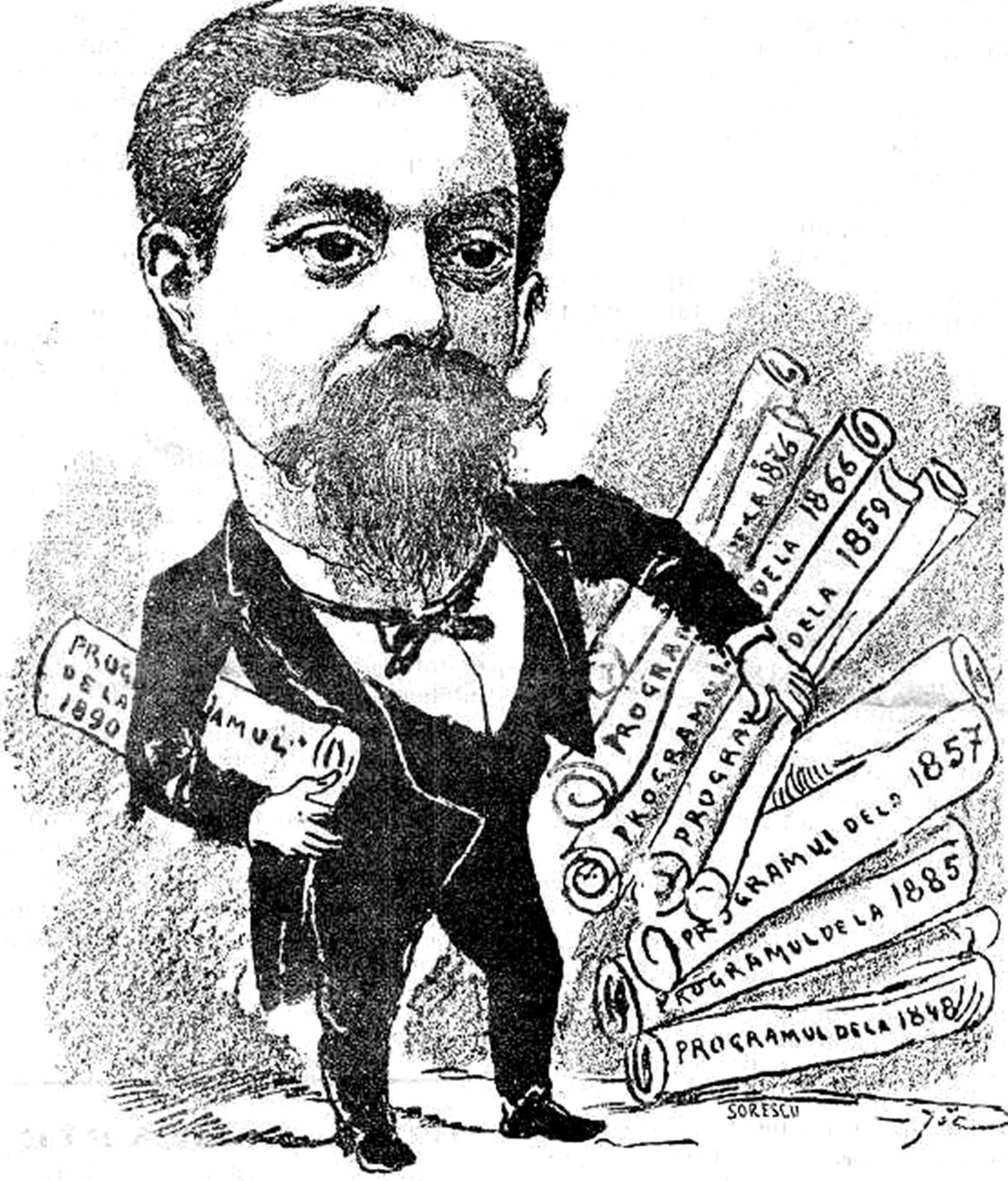
Caricatura ziaristului Vintilă Rosetti, realizată de Constantin Jiquidi (1865–1899) și publicată în Foaia Populară, 3/1900.

Vintilă Jules Rosetti (n. 23 ianuarie 1853, Douet, Saint-Sébastien-sur-Loire, Franța, d. 10 septembrie 1916, București) a fost un jurnalist și scriitor român.
A fost fiul lui Constantin A. Rosetti și al Mariei Rosetti (Mary Grant).
A fost redactor la ziarul Românul, iar din anul 1885 conducătorul ziarului. Unul dintre întemeietorii revistei Dacia viitoare și membru fondator al Ligii Culturale.